# فيجوالايز / فيديو أرشيف
فيجوالايز / فيديو أرشيف، (بالإنجليزية: Visualize / Video Archive)‏، هو دي في دي من فرقة الروك البريطانية ديف ليبارد، وهو عبارة عن إصدار مزدوج يتضمن إصداري الفي إتش إس الأصليين من فيجوالايز وفيديو أرشيف مجموعين في قرص واحد. يحتوي الدي في دي أيضاً على مقابلات جديدة وأغانٍ مصورة لم تصدر سابقاً ومميزات إضافية. لم يحصل التصوير الأصلي على ريماستر، لكن الموسيقى التصويرية حصلت على ريماستر لتحسين الستيريو.

## قائمة الأغاني

### فيجوالايز
1. تصريحات وعناوين افتتاحية
2. «روكيت» (فيديو)
3. «سويتش 625» (تقدير لستيف كلارك)
4. مشاريع فردية/صناعة الفيديوهات
5. «ليتس غيت روكد» (فيديو)
6. فيفيان كامبل ينضم لديف ليبارد
7. «ميك لاف لايك أ مان» (فيديو)
8. «آي وانا تاتش يو» (فيديو)
9. «هاف يو إيفر نيدد سام وان سو باد» (فيديو)
10. مقابلات
11. «تونايت» (فيديو)
12. «هيفن إز» (فيديو)
13. المعجبون/الحياة خارج المسرح
14. «ستاند أب (كيك لاف إنتو موشن)» (فيديو)
15. العودة إلى شفيلد
16. «تو ستيبس بيهايند» (مباشر من شفيلد)
17. «لاف بايتس» (مباشر من شفيلد)
18. «فوتوغراف» (مباشر من شفيلد)
19. مستقبل ديف ليبارد

### فيديو أرشيف

#### مباشر من استاد دون فالي، شفيلد (6 يونيو 1993)
1. تصريحات وعناوين افتتاحية
2. «ليتس غيت روكد»
3. «فولين»
4. «روكيت»
5. «تو ستيبس بيهايند»
6. «أرماغيدون إت»
7. «بور سام شغر أون مي»
8. «روك أوف إيجز»
9. «لاف بايتس»

#### فيديوهات (1993 - 1995)
1. «وين لاف أند هيت كولايد» (الغناء فقط)
2. «تو ستيبس بيهايند»
3. «أكشن»
4. «ميس يو إن أ هارتبيت»
5. «وين لاف أند هيت كولايد» (نسخة إيبيك ب8 دقائق)

#### غناء صوتي من نادي وابينتيك، شفيلد (5 أكتوبر 1995)
1. «تو ستيبس بيهايند»
2. «أرماغيدون إت»
3. «وين لاف أند هيت كولايد»
4. "أنيمال
5. «بور سام شغر أون مي»
6. «زيغي ستارداست»
7. تصديقات

## مميزات إضافية
- مقابلة جديدة مع الفرقة
- ديسكوغرافيا